# Martin Murray
Martin Murray (* 27. September 1982 in St Helens, Merseyside, England) ist ein britischer Profiboxer im Mittelgewicht.

## Boxkarriere
Er begann im Alter von zehn Jahren mit dem Boxsport, trainierte im Glass Boxing Gym in St Helens und gewann 2004 die Englischen Amateurmeisterschaften im Weltergewicht. 2007 wechselte er ins Profilager und schlug eine Reihe von Aufbaugegnern, darunter Danny Butler (13-0), Joe Rea (6-0), Kevin Concepcion (14-1), Sergei Chomitski (22-5) und Schalwa Jomardaschwili (26-1).
In seinem 20. Kampf am 16. Juli 2010 in Bolton, gewann er durch einstimmigen Punktesieg gegen Peter Mitrevski junior (23-6), die Meisterschaft des Commonwealth im Mittelgewicht. In seinem nächsten Kampf am 26. November desselben Jahres in Bolton, gewann er durch t.K.o.-Sieg in der dritten Runde gegen den Brasilianer Carlos Nascimento (25-2), zusätzlich die Interkontinentale Meisterschaft der WBA. Diese verteidigte er im April 2011 durch t.K.o. in der vierten Runde gegen den ebenfalls aus Brasilien stammenden John Anderson Carvalho (21-4). Am 18. Juni 2011 gewann er zusätzlich noch den Britischen Meistertitel durch einen vorzeitigen Sieg in der fünften Runde gegen Nick Blackwell (8-0).
Am 2. Dezember 2011 boxte er in Mannheim gegen Felix Sturm (36-2) um den Superweltmeistertitel der WBA im Mittelgewicht. In dem temporeichen Kampf traf Sturm mit seiner Führhand zwar klarer als Murray, dieser wies allerdings die höhere Schlagfrequenz auf. Nach zwölf Runden wurde der Kampf unentschieden gewertet (112:116, 114:114, 115:113), wodurch Sturm Titelträger blieb. Schon im Juni 2012 besiegte Murray Karim Achour (13-2) über zehn Runden und boxte am 24. November 2012 um die Interimweltmeisterschaft der WBA gegen Jorge Navarro (12-0). Dabei hatte er den Venezolaner bereits in der ersten Runde am Boden und gewann schließlich vorzeitig durch t.K.o., da die Ringecke von Navarro den Kampf in der sechsten Runde aufgab.
Am 27. April 2013 boxte er gegen den Weltranglisten-Ersten Sergio Martínez (50-2) um die Weltmeisterschaft der WBC, unterlag dabei jedoch über zwölf Runden nach Punkten. Ende Juni 2014 besiegte er Max Bursak (29-2) einstimmig nach Punkten. Im Oktober 2014 gewann er vorzeitig gegen Domenico Spada (39-5).
Bei einem erneuten Weltmeisterschaftskampf am 21. Februar 2015 in Monaco, verlor er gegen Gennadi Golowkin (31-0) durch t.K.o. in der elften Runde. Im November 2015 kämpfte er in Hannover gegen Arthur Abraham (43-4) um den WBO-WM-Titel im Supermittelgewicht, unterlag jedoch knapp und umstritten in einer Split Decision (115:112 Murray, 115:112 & 116:111 Abraham) nach Punkten.
Im Juni 2016 verlor er auch gegen George Groves (23-3) nach Punkten. Im November 2016 besiegte er Nuhu Lawal (23-0) in Monte-Carlo einstimmig. Im April 2017 besiegte er Gabriel Rosado (23-10) in Liverpool durch Mehrheitsentscheidung. Im September 2017 besiegte er Arman Torosyan (18-3) durch Knockout in der vierten Runde.
Am 23. Juni 2018 schlug er Roberto Garcia (41-3) beim Kampf um den WBC-Silver-Titel im Mittelgewicht, verlor diesen jedoch im Dezember 2018 durch eine knappe Punktniederlage an Hassan N’Dam N’Jikam (36-3).
Am 4. Dezember 2020 verlor er beim Kampf um die WBO-Weltmeisterschaft im Supermittelgewicht nach Punkten gegen Billy Joe Saunders (29-0).